# Життя Карла Великого
Життя Карла Великого (лат. Vita Caroli Magni;) — історичний, біографічний твір про найвеличнішого франкського імператора Карла Великого, написаний істориком Ейнгардом (близько 770-840 роки), що був при дворі Карла Великого. Праця написана літературною латинською мовою. Біографія є цінним джерелом у вивчення історії правління Карла Великого.

## Передісторія написання
Безперечно, Ейнгард добре знав античну класичну літературу, особливо Светонія, під впливом «Життєписів дванадцяти цезарів» якого він і задумав свій твір. У Светонія Ейнгард запозичив схему групування фактів, а також деякі літературні звороти. Однак було б перебільшенням вважати, що автор сліпо наслідує римські життєписи. Ейнгард блискуче об'єднав у своїй праці свідчення аналів, хронік, документів палацового архіву, власні спостереження і деякі запозичення із творів античних авторів.
Основним завданням Ейнгарда було уславити Карла. Спостерігаючи, як руйнується Франкська імперія, свідком величі якої він був, Ейнгард написав панегірик її засновнику. Ейнгард створив ідеальний образ правителя й людини, намагаючись зробити його прикладом для наслідування.

## Структура
Композиційно «Життя Карла Великого» складається з низки великих смислових частин: вступа (розділи 1-4) і дві основні частини твору, одна з яких присвячена війнам і зовнішній політиці Карла (розділи 5-16), а друга розкриває його приватне життя (розділи 17-29). Потім автор розповідає про останні дні життя імператора, його смерть і поховання, закінчує свою працю детальним викладом його заповіту (розділи 30-33).

## Характеристика біографії
Безумовно, найважливішою і найцікавішою є друга частина книги Ейнгарда, насамперед ті розділи, де йдеться про приватне життя імператора, а також про його зовнішній вигляд заняття і звички, ставлення до оточення (розділи 18-25), оскільки вони написані очевидцем, який добре знав предмет розповіді. Складніші справи з першою частиною біографії, присвяченою воєнно-політичній діяльності Карла. Тут Ейнгард уже не був очевидцем сказаного: весь матеріал він черпав із других рук, в основному з офіційних джерел, насамперед із «Анналів королівства франків». Як секретар імператора Людовика Благочестивого (сина Карла Великого) Ейнгард, безсумнівно, мав доступ до державних архівів і був обізнаний із дипломатичним листуванням Карла.

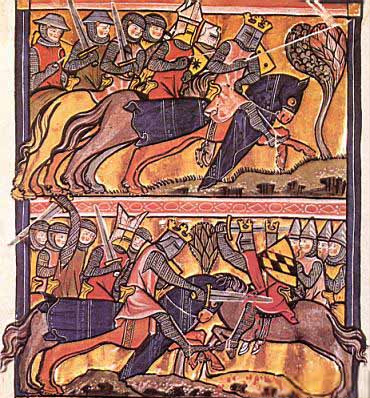
Ілюстрація «Життя Карла Великого» з рукопису XIII століття

Збираючи матеріал, Ейнгард підлаштовував факти до своєї концепції, в одних випадках замовчуючи щось, в інших — своєрідно препаруючи їх. Він прагнув збільшити масштабність діянь Карла, й через те будь-яке зіткнення франків із сусідами у творі перетворювалося на війну. Так у нього з'являються Аквітанська (розділ 5), Баварська (розділ 11), Богемська (розділ 13), Ліонська (розділ 13) війни, хоча під час двох перших взагалі не було битв, а дві інші лише прикордонні сутички. Всуперч істині Ейнгард стверджує, що Карл ніколи не нападав першим, а лише карав ворогів за віроломність (розділи 8, 11, 13), при цьому неодмінно перемагаючи. Поразки свого героя Ейнгард замовчує. Він нічого не повідомляє про поразку франків у Саксонії в 775 і 782 роках (розділ 8), а також про загибель франкського ар'єргарду в Ронсельванській ущелині у 778 році (розділ 9). Вельми тенденційно автор порівнює заслуги Карла і його батька, Піпіна Короткого, перебільшуючи роль сина і занижуючи роль батька (розділи 5, 6, 15). Однак такий відхід від істини аж ніяк не зменшує цінності цього історичного джерела. Твір Ейнгарда мав широку популярність у сучасників і багато наслідувань. Велика кількість списків, зроблених у наступні століття свідчить про постійну увагу до праці Ейнгарда протягом всього Середньовіччя, коли вона була основним джерелом з історії Карла Великого. 